# Villa Kaulbach (Hannover)

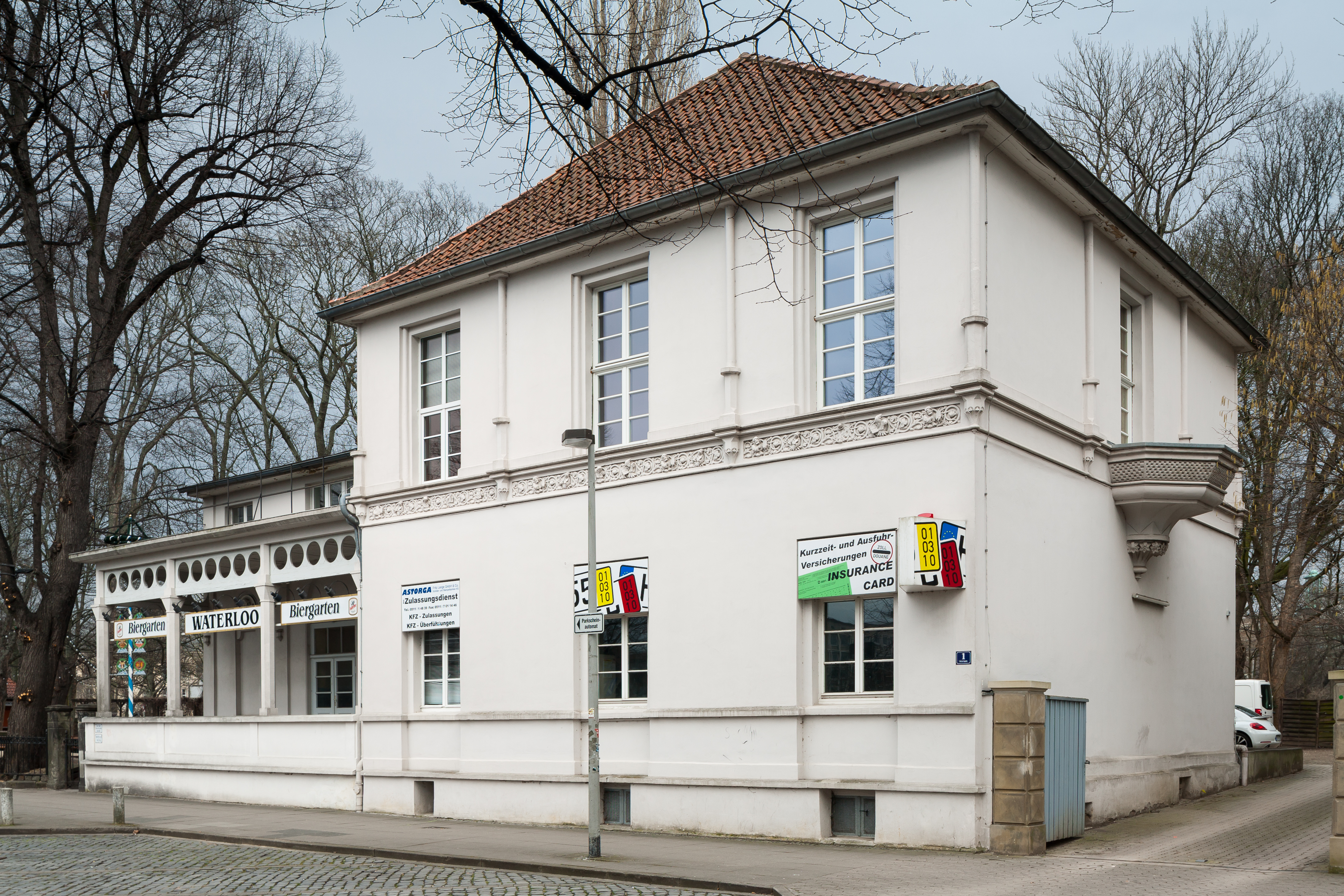
Die Villa Kaulbach am Waterlooplatz, 2015

Die Villa Kaulbach in Hannover ist eine denkmalgeschützte Villa, die im 19. Jahrhundert als Wohnhaus für den königlich hannoverschen Hofmaler Friedrich Kaulbach errichtet wurde. Standort des Ensembles aus Wohnhaus und Atelier, das sich rasch zum Anziehungspunkt und Aufführungsort zahlreicher Künstler aus dem In- und Ausland entwickelte, ist die Waterloostraße 1 am Waterlooplatz in der Calenberger Neustadt.

## Geschichte
Zur Zeit des Königreichs Hannover berief König Georg V. im Jahr 1856 den seinerzeit in München tätigen Maler Friedrich Kaulbach in die Residenzstadt Hannover und ernannte ihn am 6. November desselben Jahres zum Hofmaler der königlichen Familie. Ebenfalls noch 1856 erhielt der Hofbaumeister Christian Heinrich Tramm vom König den Auftrag, auf der Nordspitze des Königlichen Holzhofes am Westarm der Leine zwei Gebäude für Kaulbach zu errichten. So entstand – in der Nähe des alten Leineschlosses – in den Jahren 1857 bis 1858 zunächst ein Atelier für den Hofmaler, daneben anschließend von 1859 bis 1860 auch ein Wohnhaus für Kaulbach. Aus dieser Zeit hat sich eine Architekturzeichnung der Vorderansicht des Malerhaues als Nachzeichnung aus der Hand von Georg Ludwig Friedrich Laves vom 6. April 1859 erhalten.
Das Haus des königlichen Hofmalers Friedrich Kaulbach entwickelte sich bald zu einem Anziehungspunkt nicht nur von Künstlern auch aus anderen Staaten des vormaligen Heiligen Römischen Reichs Deutscher Nation: Neben hannoverschen Malern wie Edmund Koken und Karl Oesterley, die hier ein und ausgingen, zog das Haus auch auswärtige Künstler an wie beispielsweise den Komponisten Felix Draeseke, den spanischen Geiger Pablo de Sarasate, den österreichischen Musiker Richard Sahla. Sie gaben hier ebenso persönliche Konzerte wie zum Beispiel Clara Schumann und Johannes Brahms, die im Atelier Kaulbach musizierten. Neben Richard Voß war Ernst von Wildenbruch ein häufig gesehener Gast, wenn er in Hannover weilte.
Die 1862 geborene Tochter Kaulbachs, die Schriftstellerin und Redakteurin Isidore Kaulbach, schilderte später ihre Erinnerungen an das Leben im Kaulbach’schen Hause (siehe Literatur). So schrieb sie beispielsweise über den Violinisten Joseph Joachim der in einer „feierlich stillen Juninacht“ hinten im Garten auf der Terrasse des Hauses musizierte:

„Die Seele des Künstlers schien sich in Tönen aufzulösen.“

Joseph Joachim führte dem Haus auch weitere Musiker zu. Auf Anregung von Johannes Brahms arrangierte Friedrich Kaulbach Konzerte etwa mit Liszt oder Rubinstein in jenen Raum, in dem Brahms gemeinsam mit Clara konzertierte. Bei schönem Wetter saßen die Künstler jedoch zumeist unter den Linden und Ahornbäumen in jenem Garten, in dem ein Jahrhundert später ein Biergarten eingerichtet wurde.
Die Malerin und Porträtmalerin Antonie Kaulbach (1875–1958), des Hausherrn jüngste Tochter, wuchs im Wohn- und Atelierhaus an der Waterloostraße auf.
Durch die Luftangriffe auf Hannover während des Zweiten Weltkrieges wurde auch die Villa Kaulbach ein Opfer der Fliegerbomben – und blieb zunächst nur als Torso bewahrt: In der Nachkriegszeit verpachtete die Landeshauptstadt Hannover als Eigentümerin den Bau unter der Adresse Waterloostraße 1 zunächst an einen Unternehmer verpachtet, der das Haus für den Betrieb einer Sauna um- und wieder aufbaute.
Anfang der 1960er Jahre plante das Land Niedersachsen einen Neubau für die Niedersächsische Staatskanzlei nach Plänen von Ernst Zinsser an Stelle des der Villa Kaulbach benachbarten Friederikenschlösschens. Auch die Villa des Hofmalers sollte hierzu abgerissen werden, doch gelang es der Stadt Hannover nicht, den mit dem Saunabetreiber geschlossenen Pachtvertrag rechtzeitig zu kündigen. Obwohl die Landesregierung aus finanziellen Gründen im Jahr 1965 gar nicht daran zu denken konnte, „in absehbarer Zeit eine neue Staatskanzlei zu bauen“, wurde am 10. Mai 1966 unter dem hannoverschen Stadtbaudirektor Rudolf Hillebrecht nun wenigstens das neben der Villa Kaulbach liegende Friederikenschlösschen abgerissen.
Rund 18 Jahre lang wohnte die Familie des Theologen Hans Werner Dannowski im Nachbargebäude Waterloostraße 3, von wo aus sie als häufiger Gast in dem zum Waterloo-Biergarten umgenutzten ehemaligen Gartengeländes der Familie Kaulbach weilten.
Im Jahr der Weltausstellung Expo 2000 war in der Kaulbach-Villa eine Galerie eingerichtet.
Bis heute lassen sich an dem Kulturdenkmal, das als Baugruppe bisher nur vereinfacht wieder hergestellt wurde, noch die feinteilige Gliederung erkennen; neben dem „zarten Fries [... beispielsweise] auch die Konsole des verlorenen Erkers an der Südseite“ der Villa.

## Baubeschreibung
Der Architekt Heinrich Christian Tramm schuf als Maleratelier ursprünglich einen aus Eisen und Glas errichteten Mittelbau, der von zwei verputzten Seitenbauten eingefasst wurde und nach hinten eine hohe Ateliertür aufwies. Das später verunstaltete Bauwerk wurde später Teil des Biergartens Waterloo.
Das Kaulbachsche Wohnhaus formte der Architekt als ein- und zweigeschossigen Putzbau, dessen Fassade ursprünglich ähnlich wie die des Hauses in der Brühlstraße 27 aufgebaut war: Während im Erdgeschoss rechteckige Fenster mit Konsolbögen eingelassen wurde, zierten das Obergeschoss Fenster im Rundbogenstil, über denen ein Kniestock-Fries durch aufgelegtes Stabwerk zusammengefasst wurde. Ein seitlich angebrachter polygonaler Erker – ähnlich dem Gebäude in der Königstraße 3, verlieh der Fassade zusätzlichen Ausdruck. Zudem ergänzte ein „lustiger Figurenfries“ zwischen den Geschossen den Bauschmuck.